# Kill Me
"Kill Me" é um single da banda de hard rock The Pretty Reckless. Foi lançado em 7 de dezembro, 2012. A canção foi apresentada no ultimo episódio da série Gossip Girl.  A música foi inicialmente lançada como o primeiro single para o segundo álbum de estúdio da banda Going to Hell (2014), conforme anunciado pela vocalista Taylor Momsen através de seu conta no Twitter. Ele foi finalmente deixado de fora do álbum, mas acabou aparecendo como faixa bônus na edição japonesa.
A canção foi apresentada no final do episódio da série Gossip Girl.
| Download digital |           |                                             |         |  |
| N.º              | Título    | Compositor(es)                              | Duração |  |
| 1.               | "Kill Me" | Taylor Momsen, Kato Khandwala, Ben Phillips | 3:47    |  |